# Тристаннид пентанеодима
Тристаннид пентанеодима (триоловопентанеодим) — бинарное неорганическое соединение
неодима и олова
с формулой Nd5Sn3,
кристаллы.

## Получение
- Сплавление стехиометрических количеств чистых веществ:

{\displaystyle {\mathsf {5Nd+3Sn\ {\xrightarrow {1660^{o}C}}\ Nd_{5}Sn_{3}}}}

## Физические свойства
Тристаннид пентанеодима образует кристаллы
гексагональной сингонии,
пространственная группа P 63/mcm,
параметры ячейки a = 0,9208 нм, c = 0,6717 нм, Z = 2,
структура типа трисилицида пентамарганца Mn5Si3
.
Соединение конгруэнтно плавится при температуре 1660°С .
Является метамагнетиком с температурой Нееля 40 К .